# Rudolf von Laban
Rudolf von Laban (alemany: Rudolph von Laban)  (Bratislava, 15 de desembre de 1879 - Weybridge, 1 de juliol de 1958) també conegut com a Rudolf Laban (en alemany, també Rudolph von Laban, hongarès: Lábán Rezső János Attila, Lábán Rudolf: Lábán Rezső János Attila, Lábán Rudolf; va ser un artista de dansa austrohongarès, alemany i britànic, coreògraf i teorista. És considerat un "pare fundador de la dansa expressionista", i un pioner de la dansa moderna. Les seves innovacions teòriques van incloure l'anàlisi del moviment Laban (una manera de documentar el moviment humà) i la Labanotation (un sistema de notació del moviment), que van aplanar el camí per a futurs desenvolupaments en la notació del ball i l'anàlisi del moviment. Va iniciar un dels principals enfocaments de la teràpia de ball. El seu treball en el moviment teatral també ha estat influent. Va intentar aplicar les seves idees a diversos altres camps, incloent-hi arquitectura, educació, indústria i gestió.
Després d'un assaig de coreografies que havia preparat per als Jocs Olímpics d'estiu de 1936 a Berlín, Laban va ser objectiu del partit nazi. Finalment, va trobar refugi a Anglaterra el 1937. Entre 1945 i 1946, ell i la seva parella Lisa Ullmann van fundar el Laban Art of Movement Guild a Londres i The Art of Movement Studio a Manchester, on va treballar fins a la seva mort. El Conservatori de Música i Dansa Trinity Laban de Londres ha continuat aquest llegat.

## Vida i obra

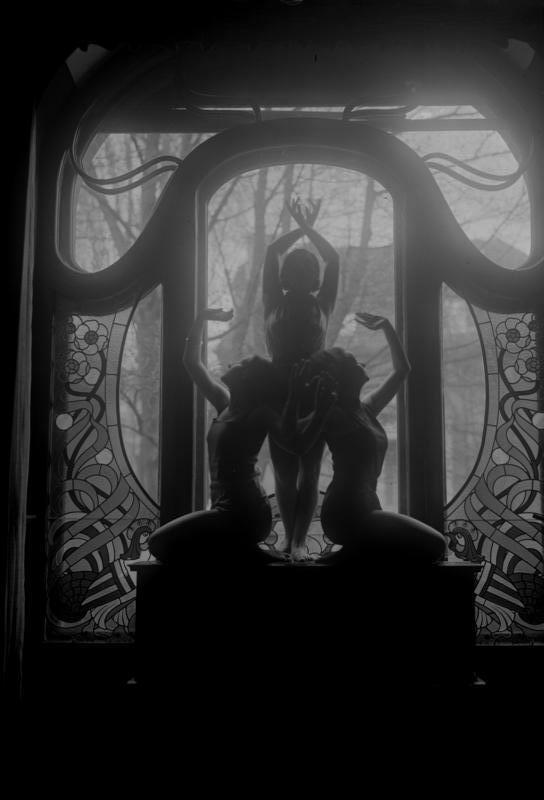
Un grup de figures davant d'una finestra, format per estudiants de dansa de l'Institut Coreogràfic Laban de Berlín-Grunewald (novembre de 1929).

Laban era fill de Rudolf Laban senior (1843–1907), un governador militar a Pressburg (Pozsony) i (des de 1899) mariscal de camp de l'exèrcit austrohongarès a les províncies de Bòsnia i Hercegovina, i la seva dona Marie Bridling (1858–1926). El 1897, Laban sènior va ser ennoblit per la monarquia hongaresa en reconeixement del seu mèrit militar i va rebre el predicat nobiliari "de" al seu cognom (escollint Laban de Váralja; un topònim associat a la família Laban), amb la qual cosa Laban junior va ser amb dret a utilitzar " von " en el seu nom familiar al món de parla alemanya. Laban va créixer als cercles cortesans de Viena i Sarajevo. De jove, Laban es va unir a un grup de dansa csárdás. Als 15 anys Laban va ingressar a l'Acadèmia Militar Teresiana, però més tard va donar l'esquena al servei militar. El 1899, Laban es va traslladar a Múnic i va començar a estudiar a l'Acadèmia de Belles Arts (Akademie der bildenden Künste). Allà Laban va conèixer la pintora Martha Fricke de Hannover, amb qui es va casar el 15 de desembre de 1900. Es van traslladar a Arcisstr 44, on va néixer la seva filla Azraela l'any 1901.
Paral·lelament als estudis de Laban en l'acadèmia d'art, va estudiar en el feia poc obert estudi d'ensenyament i experimentació per a l'art lliure i aplicat (Lehr- und Versuchsatelier für Freie und Angewandte Kunst). Allà Laban va conèixer al seu futur amic Hermann Obrist, que va dirigir el curs d'estudis de la naturalesa. El 1904 Laban va decidir abandonar Múnic per anar a l'Escola de Belles arts de París per a estudiar arquitectura.
El fill de Laban Arpad va néixer a París el 1905. Després de tres anys d'un complet estil de vida bohemi amb la seva esposa, Martha Fricke va morir sobtadament. amb prou feinesdos mesos després de la mort de l'esposa de Laban, també va morir el seu pare que havia fet possible que Laban portés una vida independent amb un substancial suport financer. A partir de llavors, els dos fills de Laban van créixer amb els seus avis materns.
En els anys següents, Laban va portar una vida inestable entre París i Viena, Sanremo i Niça. En fallida financera, Laban va completar un aprenentatge com a comptable a Niça, del qual també es va graduar amb èxit. Aquest va ser l'únic acostament de Laban amb una vida laboral regular.
B>>Vivint amb la seva mare a Viena, Laban es guanyava la vida com a artista gràfic i caricaturista. Laban va dibuixar per a les revistes Simplicissimus i Jugend i va continuar els estudis que havia iniciat a París sobre les formes històriques de ball. En un esdeveniment cultural, Laban va conèixer a la cantant Maja Lederer de Múnic i s'hi va casar el 8 de maig de 1910 a Pressburg. El mateix any, es van traslladar a Múnic. Amb la seva segona esposa, Laban es va mudar a un habitatge en Schwabing a Hohenzollernstraße 120. El 1911 Laban va llogar una habitació en un edifici posterior en la Theresienstraße de Múnic, que va establir com un estudi de moviment improvisat. Laban no podia viure de a seva escola; havia de continuar treballant com a artista comercial i caricaturista. Sobrecarregat fins al punt d'esgotar-se, Laban es va esfondrar el 1912 i va acudir a les instal·lacions de Lahmann-Sanatorium Weißer Hirsch, prop de Dresden per a ser atés d'acord amb els principis de la reforma de la vida (Lebensreform). En aquesta institució de curació natural, Laban es va reunir i es va enamorar de Suzanne Perrottet, que també n'era pacient. En els anys següents, es va desenvolupar una relació triangular en gran manera harmoniosa entre Perrottet, Laban i la seva esposa.

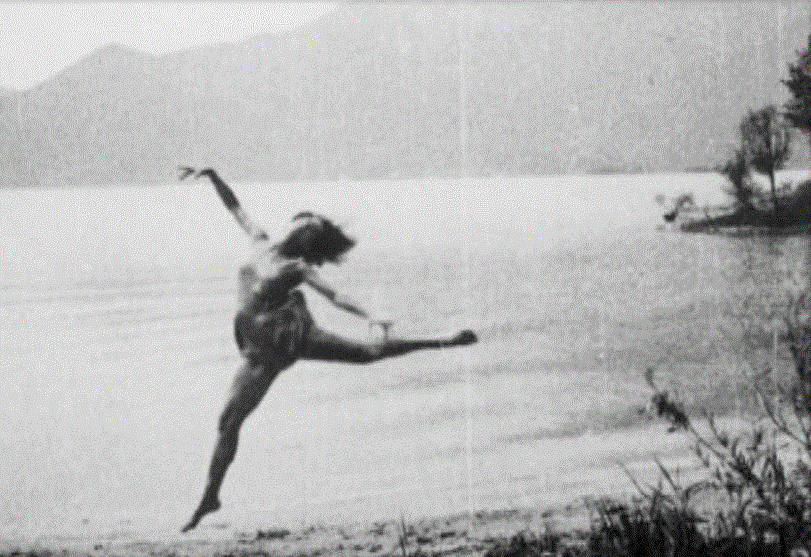
Mary Wigman (Wiegmann) en Muntanya Verità en el llac Maggiore, matriculada a l'Escola d'Art de Rudolf von Laban, entre 1913-1918

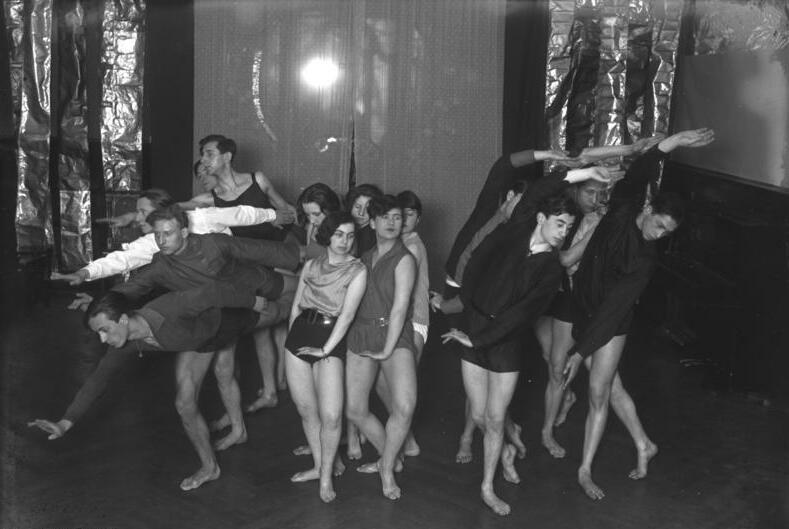
Joves que realitzen una dansa rítmica en l'Institut Coreogràfic de Laban a Berlín Grunewald (1929).

Perrottet es convertiria en el col·laborador més important de Laban (juntament amb Mary Wigman i Katja Wulff), amant i mare del seu fill Allar Perrottet (més tard André Perrottet von Laban) a Ascona i Zúric. Durant la Primera Guerra Mundial, Laban va crear una escola a la colònia natural de curació Monte Verità al cantó suís del Ticino, al municipi d'Ascona, que aviat va atreure molts seguidors del nou art de la dansa. Va ser aquí on Laban va dirigir els seus famosos cursos de dansa d'estiu de 1913 a 1919. Aquí els estudiants també es van esforçar per viure en harmonia amb la natura cultivant el seu propi menjar, vegetarianisme, teixint roba i confeccionant la seva pròpia roba d'estil reformat, i ballant a l'aire lliure, la natura sovint experimentant nus amb improvisacions dinàmiques. Aquí Laban va experimentar el seu avenç intel·lectual i artístic, celebrant els " neuen Menschen ", " Fiur-Menschen ", " Anarchos " i " Orgiastos " en els dramas de dansa expressionistes.
El 1915 Laban, la seva dona i els seus dos fills i Perrottet i el seu fill Allar es van traslladar a Hombrechtikon prop de Zuric. Allà, l'extensa familia vivia un estil de vida autosuficient semblant al que hi havia a Monte Verità, cultivant els seus propis aliments, fent molta feina manual i cosint la seva pròpia roba (p.e. Perrottet va desenvolupar roba còmoda per a la feina i la dansa diària, que es pot atribuir al moviment de reforma del vestit). Al mateix temps, Laban va fundar una escola per a l'art del moviment (Schule für Bewegungskunst) a Zuric. Inclou art de dansa interdisciplinari, pantomima, improvisació i experiments amb el cos, la veu, els instruments, els textos i fins i tot el dibuix. Més tard Laban només va esmentar els termes: forma, so, paraula.

### Maçoneria
Laban havia estat membre d'una associació francmaçona des de 1913, i havia fundat la seva pròpia casa maçònica "Johannis lodge d'antics maçons dels Escocesos i Memphis-and-Misraim-Rites a la vall de Zurich", que tenia sis germans i deu germanes. [10] Mentre estava a Monte Verità, Laban va conèixer a l'ocultista Theodor Reuss, que havia estat a Monte Verità durant algun temps i havia establert una lògia local de Freemason. El 24 d'octubre de 1917, Reuss va enviar una carta a Laban i Hans Rudolf Hilfiker-Dunn (1882-1955) per a operar un III° Ordo Templi Orientis Lodge a Zurich anomenat Libertas et Fraternitas.

### Weimar Alemanya

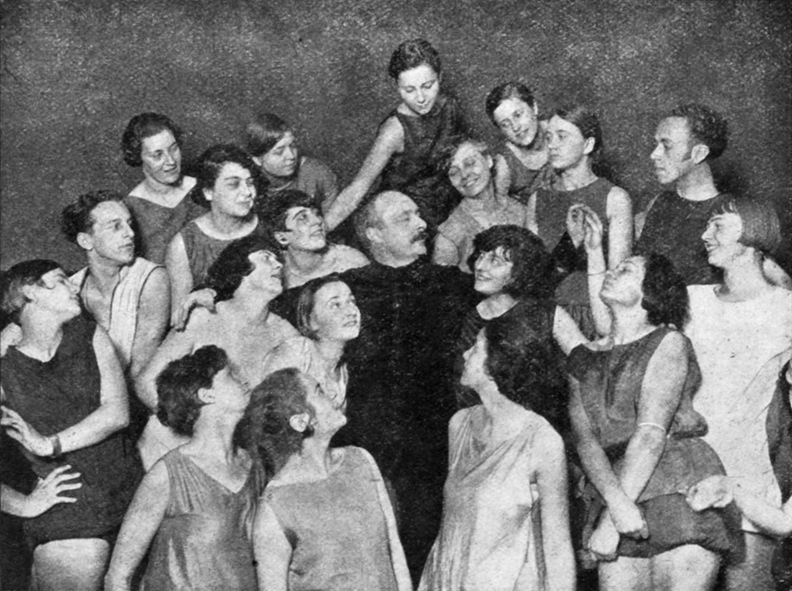
Rudolf von Laban enmig dels seus estudiants (ca. 1929).

Després del final de la Primera Guerra Mundial, Laban va tornar a Alemanya. L'escola de Zurich Laban va continuar amb Perrottet. Després d'un interludi a Stuttgart, on Laban va treballar amb el pintor Max Ackermann, Laban va fundar el Tanzbühne Laban a Hamburg, Weimar Alemanya el 1922. El primer espectacle públic d'un poema de dansa de Laban va tenir lloc a Lübeck la tardor de 1922 en el Teatre Estatal. Van anomenar l'actuació de Karl Gatermann el Vell Der schwingende Tempel (El Temple Oscil·lant), arxivat amb el número PLK-Laban 29 en l'Arxiu de Dansa de Leipzig. El 1923 es va fundar la primera escola de Laban, que tenia el seu propi cor. Els nombrosos graduats de l'Escola d'Hamburg van portar amb èxit el mètode de Laban en diverses ciutats d'Alemanya i Europa. En els anys següents es van crear 24 escoles de Laban en tot Europa.
A més, Laban va construir un "Institut Coreogràfic" a Würzburg (1926/27) i Berlín (1928/29). Juntament amb Dussia Bereska, Laban també va dirigir la Sala de Dansa (Kammertanzbühne) (1925-1927). Bereska, de l'Escola de Laban a Hamburg, fa la popular pel·lícula cultural alemanya muda Wege zu Kraft und Schönheit (Maneres de Fortalesa i Bellesa) interpretant Die Orchidee (L'Orquídia); també apareix en la mateixa pel·lícula Mary Wigman i el seu grup de ball i l'escena final del drama de Laban Das Lebende Idol. De 1930 a 1934 Laban va prendre la direcció del ballet de l'Òpera Estatal de Berlín. Laban va integrar les idees del psicòleg Carl Jung,[11] i en el programa de Laban les pràctiques de Joseph Pilates, que Laban havia observat mentre estava treballant amb pacients a Hamburg.

### Laban sota el nacionalsocialisme
Laban va dirigir importants festivals de ball sota el finançament del ministeri de propaganda de Joseph Goebbels de 1934 a 1936. Laban fins i tot va escriure durant aquest temps que "volem dedicar els nostres mitjans d'expressió i l'articulació del nostre poder al servei de les grans tasques del nostre Volk (Poble). Amb claredat indestructible el nostre Führer apunta el camí". El 1936 Laban es va convertir en el president de l'associació "Tallers alemanys per a la dansa" i va rebre un salari de 1250 RM al mes, però una úlcera duodenal l'agost d'aquest any el va obligar a fer llit durant dos mesos, la qual cosa li va portar a demanar que reduís les seves responsabilitats a la consultoria. Això va ser acceptat i el seu sou es va reduir a 500 RM, la feina de Laban va durar fins al març de 1937 quan el seu contracte va acabar.
Per exemple, ja al juliol de 1933, Laban estava retirant a tots els alumnes qualificats com no aris del curs dels nens que dirigia com a director de ballet. No obstant això, alguns estudiosos han assenyalat que aquestes accions eren necessàries per a la supervivència a l'Alemanya nazi en aquell moment, i que la seva posició era precària ja que no era un ciutadà alemany ni un membre del partit nazi. De fet, la presa del poder pels nacionalsocialistes el 1933 va tenir un efecte immediat en el treball de Laban a través de la nova llei aprovada contra l'amuntegament racial a les escoles i universitats alemanyes del 25 d'abril de 1933 (Gesetz gegen die Überfüllung deutscher Schulen und Hochschulen), Laban estava així obligat per aquesta nova llei d'avaluar als estudiants segons la característica racial. El seu treball sota el règim nazi va culminar el 1936 amb la prohibició per part de Goebbel de Vom Tauwind und der Neuen Freude, una coreografia destinada als Jocs Olímpics d'Estiu de 1936 a Berlín, per no promoure l'agenda nazi.

### Anglaterra
Amb molt mala salut, Laban va aconseguir viatjar a París l'agost de 1937. Finalment, va ser convidat a Anglaterra, on al febrer de 1938 es va unir amb dos dels seus antics estudiants Kurt Jooss i Sigurd Leeder a l'Escola de Dansa Jooss-Leeder que havien fundat en el Dartington Hall a Devon (gràcies a la filantropia de Leonard i Dorothy Elmhirst), on uns altres refugiats dels nazis ja van ensenyar dansa innovadora.
Laban va ser molt assistit en el seu ensenyament de dansa durant aquests anys pels seus socis pròxims i a llarg termini Lisa Ullmann i Sylvia Bodmer. [24] La seva col·laboració va portar a la fundació del Gremi de l'Art del Moviment de Laban (ara conegut com Trinity Laban Conservatoire de Música i Dansa) el 1945 i The Art of Movement Studio a Manchester el 1946.
El 1947, juntament amb el consultor de gestió Fredrick Lawrence, Laban va publicar un llibre Effort, estudi fordista del temps emprat per a fer tasques en el lloc de treball industrial i l'energia utilitzada. Laban va intentar proporcionar mètodes destinats a ajudar a eliminar els "moviments en l'ombra" (que creia que malgastaven energia i temps) i centrar-se en els moviments constructius necessaris per al treball en qüestió. Laban va publicar Modern Educational Dance el 1948 quan les seves idees sobre la dansa per a tots, inclosos els nens, es van ensenyar en moltes escoles britàniques. Laban va morir a Anglaterra el 1958.

### Notables estudiants i associats de dansa laban
Entre els estudiants, amics i associats de Laban estaven Mary Wigman, Suzanne Perrottet, Katja Wulff, Kurt Jooss, Lisa Ullmann, Albrecht Knust, Dussia Bereska, Lilian Innoel, Sophie Taeuber-Arp, Hilde Holger, Gertrud Kraus, Gisa Geert, Warren Lamb, Elizabeth Sneddon, Dilys Price, Yat Malmgren, Sylvia Bodmer, i Irmgard Bartenieff.

## Llegat
La Col·lecció Laban en l'Arxiu Laban en el Trinity Laban Conservatoire of Music and Dance documenta la vida i el treball de Laban en el segle passat. L'Arxiu Rudolf Laban del Centre Nacional de Recursos per a la Dansa documenta el seu treball educatiu al Regne Unit i conté molts dels seus dibuixos originals. La Col·lecció John Hodgson de la Biblioteca Brotherton de la Universitat de Leeds posseeix documents originals relatius a la carrera de Laban a Europa a principis del segle xx. Altres arxius que contenen material sobre Laban inclouen el Tanzartxiv Leipzig, el Dartington Archive i els German Dance Archives, Colònia.
Els estudiants de Laban van trobar les seves pròpies escoles de ball modern, influint en els seus propis alumnes al llarg del segle XX:
- Rudolf von Laban
  - Kurt Jooss (Ausdruckstanz)
    - Pina Bausch (Tanztheater)

  - Mary Wigman (dansa expressionista)
    - Ursula Cain
      - Heike Hennig (veure Ballar amb el temps)

    - Hanya Holm
      - Valerie Bettis
      - Alwin Nikolais — descentralització
        - Murray Louis
        - Beverly Schmidt Blossom

## Obres i publicacions
- (Sense data). Harmonie Lehre Der Bewegung (alemany). (Còpia manuscrita de Sylvia Bodmer d'un llibre de Rudolf Laban) Londres: Laban Collection S. B. 48.
- (1920). Die Welt des Taenzers [El món dels ballarins] (alemany). Stuttgart: Walter Seifert. (3a edició, 1926)
- (1926). Coreographie: Erstes Heft (alemany). Jena: Eugen Diederichs.
- (1926). Gymnastik und Tanz (alemany). Oldenburg: Estancament.
- (1926). Des Kindes Gymnastik und Tanz (alemany). Oldenburg: Estancament.
- (1928). Schriftanz: Methodik, Orthographie, Erlaeuterungen (alemany). Viena: edició universal.
- (1929) "Das Choreographische Institut Laban" en Monographien der Ausbildungen fuer Tanz und Taenzerische Koeperbildung (alemany). Editat per Liesel Freund. Berlin -Charlottenburg: L. Alterthum.
- (1947) amb F. C. Lawrence. Esforç: Economia del Moviment Humà de Londres: MacDonald i Evans. (4a reimpressió 1967)
- (1948). Dansa educativa moderna. Londres: MacDonald i Evans. (2a edició 1963, revisada per Lisa Ullmann)
- (1948). "Discurs del president en la reunió general anual del gremi del moviment d'art labano". Laban Art of Movement Guild News Sheet. 1 (abril): 5-8.
- (1950) El mestratge del moviment en l'escenari. Londres: MacDonald i Evans.
- (1951). "Què t'ha portat a estudiar el moviment? Resposta per R. Laban". Laban Art of Movement Guild News Sheet. 7 (setembre): 8–11.
- (1952). "L'art del moviment a l'escola". Laban Art of Movement Guild News Sheet. 8 (març): 10-16.
- (1956). Principis de dansa i notació de moviment de Laban. Londres: MacDonald i Evans. (2a edició 1975, anotada i editada per Roderyk Lange)
- (1960). El mestratge del moviment. (2a edició de The Mastery of Movement on the Stage), revisada i ampliada per Lisa Ullmann. Londres: MacDonald i Evans. (3a edició, 1971. Londres: MacDonald i Evans) (1st American Edition, 1971. Boston: Play) (4a edició, 1980. Plymouth, el Regne Unit: Northcote House)
- (1966) Choreutics. Anotat i editat per Lisa Ullmann. Londres: MacDonald i Evans.
- (1974). El Llenguatge del Moviment; Un Llibre Guia per a Choreutics. Anotat i editat per Lisa Ullmann. Boston: Juga. (Publicació estatunidenca de Choreutics)
- (1975). Una vida per a la dansa; Reminiscències. Traduït i anotat per Lisa Ullmann. Londres: MacDonald & Evans. (Original alemany publicat el 1935.)
- (1984). Una visió de l'espai dinàmic. Compilat per Lisa Ullmann. Londres: The Falmer Press.